# Tiro com arco nos Jogos Olímpicos de Verão de 2012 - Equipes masculinas
A competição de equipas masculinas do tiro com arco nos Jogos Olímpicos de Verão de 2012 foi realizada a 27 e 28 de julho no Lord's Cricket Ground, em Londres.

## Medalhistas
|  | ITA Itália                                     |  | USA Estados Unidos                      |  | KOR Coreia do Sul                    |
|  | Michele Frangilli Marco Galiazzo Mauro Nespoli |  | Brady Ellison Jacob Wukie Jake Kaminski |  | Im Dong-hyun Kim Bub-min Oh Jin-hyek |

## Formato da competição
As equipas foram ordenadas de 1º a 12º com base nos resultados na rodada de classificação dos três membros da equipa. Isso foi usado para os sortear nas eliminatórias frente-a-frente. Cada membro da equipa dispara 8 flechas num encontro (um total de 24 flechas por equipa) e a equipa com o maior número de pontos vence o encontro. O vencedor avança para a próxima ronda enquanto o derrotado é eliminado da competição.

## Calendário
Todas as horas conforme a hora local (UTC+1).
| Data                        | Hora        | Ronda                   |
| --------------------------- | ----------- | ----------------------- |
| Sexta-feira, 27 de julho    | 09:00–11:00 | Rodada de classificação |
| Sábado, 28 de julho         | 09:00–10:40 | Oitavas de final        |
| Sábado, 28 de julho         | 15:00–16:40 | Quartas de final        |
| Sábado, 28 de julho         | 16:40–17:30 | Semifinais              |
| Sábado, 28 de Julho de 2012 | 17:31–18:26 | Finais                  |

## Recordes
Antes desta competição, os recordes mundial e olímpico existentes eram os seguintes. Na rodada de classificação os recordes foram batidos na competição olímpica de 2012 pela equipa sul-coreana.
- 216 flechas ronda de ranking

| Recorde mundial  | Coreia do Sul Im Dong-hyun, Kim Woo-jin, Oh Jin-hyek    | 2069 | Antalya, Turquia        | 2 de maio de 2012  |
| Recorde olímpico | KOR Coreia do Sul Jang Yong-ho, Kim Bo-ram, Oh Kyo-moon | 2031 | Atlanta, Estados Unidos | 1 de julho de 1996 |

- Jogo de 24 flechas

| Recorde mundial  | Coreia do Sul Im Dong-hyun, Kim Woo-jin, Oh Jin-hyek          | 233 | Londres, Reino Unido | 4 de outubro de 2011 |
| Recorde olímpico | KOR Coreia do Sul Im Dong-hyun, Lee Chang-hwan, Park Kyung-mo | 227 | Pequim, China        | 11 de agosto de 2008 |

## Resultados

### Rodada de classificação
| Pos. | País               | Arqueiro                                              | Pontuação | 10s | Xs |
| ---- | ------------------ | ----------------------------------------------------- | --------- | --- | -- |
| 1    | KOR Coreia do Sul  | Im Dong-hyun Kim Bub-min Oh Jin-hyek                  | 2087      | 145 | 75 |
| 2    | FRA França         | Thomas Faucheron Romain Girouille Gaël Prevost        | 2021      | 95  | 38 |
| 3    | CHN China          | Dai Xiaoxiang Liu Zhaowu Xing Yu                      | 2019      | 100 | 37 |
| 4    | USA Estados Unidos | Brady Ellison Jacob Wukie Jake Kaminski               | 2019      | 99  | 36 |
| 5    | JPN Japão          | Takaharu Furukawa Yu Ishizu Hideki Kikuchi            | 2009      | 99  | 28 |
| 6    | ITA Itália         | Michele Frangilli Marco Galiazzo Mauro Nespoli        | 1998      | 89  | 30 |
| 7    | MEX México         | Luis Álvarez Juan René Serrano Eduardo Vélez          | 1995      | 85  | 28 |
| 8    | GBR Grã-Bretanha   | Laurence Godfrey Simon Terry Alan Wills               | 1994      | 86  | 20 |
| 9    | UKR Ucrânia        | Dmytro Hrachov Markiyan Ivashko Viktor Ruban          | 1992      | 88  | 33 |
| 10   | MAS Malásia        | Cheng Chu Sian Haziq Kamaruddin Khairul Anuar Mohamad | 1981      | 79  | 28 |
| 11   | TPE Taipé Chinês   | Chen Yu-chen Kuo Cheng-wei Wang Cheng-pang            | 1972      | 85  | 29 |
| 12   | IND Índia          | Rahul Banerjee Jayanta Talukdar Tarundeep Rai         | 1969      | 71  | 26 |

### Eliminatórias
|  | Oitavas de final | Oitavas de final | Oitavas de final   |                    |            | Quartas de final | Quartas de final | Quartas de final |  |   | Semifinais        | Semifinais     | Semifinais         |                   |     | Final | Final      | Final |
|  |                  |                  |                    |                    |            |                  |                  |                  |  |   |                   |                |                    |                   |     |       |            |       |
|  |                  |                  |                    |                    |            |                  |                  |                  |  |   |                   |                |                    |                   |     |       |            |       |
|  |                  | 1                | KOR Coreia do Sul  | 227                |            |                  |                  |                  |  |   |                   |                |                    |                   |     |       |            |       |
|  |                  |                  |                    | 227                |            |                  |                  |                  |  |   |                   |                |                    |                   |     |       |            |       |
|  |                  |                  | 9                  | UKR Ucrânia        | 220        |                  |                  |                  |  |   |                   |                |                    |                   |     |       |            |       |
|  | 8                | GBR Grã-Bretanha | 9                  | UKR Ucrânia        | 220        | 212              |                  |                  |  |   |                   |                |                    |                   |     |       |            |       |
|  | 8                | GBR Grã-Bretanha |                    |                    |            | 212              |                  |                  |  |   |                   |                |                    |                   |     |       |            |       |
|  | 9                | UKR Ucrânia      | 223                |                    |            |                  |                  |                  |  |   |                   |                |                    |                   |     |       |            |       |
|  | 9                | UKR Ucrânia      | 223                |                    |            |                  |                  |                  |  | 1 | KOR Coreia do Sul | 219            |                    |                   |     |       |            |       |
|  |                  |                  |                    |                    |            |                  |                  |                  |  | 1 | KOR Coreia do Sul | 219            |                    |                   |     |       |            |       |
|  |                  | 4                | USA Estados Unidos | 224                |            |                  |                  |                  |  |   |                   |                |                    |                   |     |       |            |       |
|  | 5                | 4                | USA Estados Unidos | 224                | JPN Japão  | 214(29)          |                  |                  |  |   |                   |                |                    |                   |     |       |            |       |
|  | 5                |                  |                    |                    | JPN Japão  | 214(29)          |                  |                  |  |   |                   |                |                    |                   |     |       |            |       |
|  | 12               | IND Índia        | 214(27)            |                    |            |                  |                  |                  |  |   |                   |                |                    |                   |     |       |            |       |
|  | 12               | IND Índia        | 214(27)            |                    | 5          | JPN Japão        | 219              |                  |  |   |                   |                |                    |                   |     |       |            |       |
|  |                  |                  |                    |                    | 5          | JPN Japão        | 219              |                  |  |   |                   |                |                    |                   |     |       |            |       |
|  |                  |                  | 4                  | USA Estados Unidos | 220        |                  |                  |                  |  |   |                   |                |                    |                   |     |       |            |       |
|  |                  |                  | 4                  | USA Estados Unidos | 220        |                  |                  |                  |  |   |                   |                |                    |                   |     |       |            |       |
|  |                  |                  |                    |                    |            |                  |                  |                  |  |   |                   |                |                    |                   |     |       |            |       |
|  |                  |                  |                    |                    |            |                  |                  |                  |  |   |                   |                |                    |                   |     |       |            |       |
|  |                  |                  |                    |                    |            |                  |                  |                  |  |   |                   | 4              | USA Estados Unidos | 218               |     |       |            |       |
|  |                  |                  |                    |                    |            |                  |                  |                  |  |   |                   |                |                    |                   |     |       |            |       |
|  |                  | 6                | ITA Itália         | 219                |            |                  |                  |                  |  |   |                   |                |                    |                   |     |       |            |       |
|  |                  | 6                | ITA Itália         | 219                |            |                  |                  |                  |  |   |                   |                |                    |                   |     |       |            |       |
|  |                  |                  |                    |                    |            |                  |                  |                  |  |   |                   |                |                    |                   |     |       |            |       |
|  |                  |                  |                    |                    |            |                  |                  |                  |  |   |                   |                |                    |                   |     |       |            |       |
|  |                  | 3                | CHN China          | 216                |            |                  |                  |                  |  |   | Terceiro lugar    | Terceiro lugar | Terceiro lugar     | Terceiro lugar    |     |       |            |       |
|  |                  |                  |                    | 216                |            |                  |                  |                  |  |   | Terceiro lugar    | Terceiro lugar | Terceiro lugar     | Terceiro lugar    |     |       |            |       |
|  |                  |                  | 6                  | ITA Itália         | 220        |                  |                  |                  |  |   |                   |                |                    |                   |     |       |            |       |
|  | 11               | TPE Taipé Chinês | 6                  | ITA Itália         | 220        | 206              |                  |                  |  |   |                   |                | 1                  | KOR Coreia do Sul | 224 |       |            |       |
|  | 11               | TPE Taipé Chinês |                    |                    |            | 206              |                  |                  |  |   |                   |                | 1                  | KOR Coreia do Sul | 224 |       |            |       |
|  | 6                | ITA Itália       | 216                |                    |            |                  |                  |                  |  |   |                   |                |                    |                   |     | 7     | MEX México | 219   |
|  | 6                | ITA Itália       | 216                |                    |            |                  |                  |                  |  | 6 | ITA Itália        | 217            |                    |                   |     | 7     | MEX México | 219   |
|  |                  |                  |                    |                    |            |                  |                  |                  |  | 6 | ITA Itália        | 217            |                    |                   |     |       |            |       |
|  |                  | 7                | MEX México         | 215                |            |                  |                  |                  |  |   |                   |                |                    |                   |     |       |            |       |
|  | 7                | 7                | MEX México         | 215                | MEX México | 216              |                  |                  |  |   |                   |                |                    |                   |     |       |            |       |
|  | 7                |                  |                    |                    | MEX México | 216              |                  |                  |  |   |                   |                |                    |                   |     |       |            |       |
|  | 10               | MAS Malásia      | 211                |                    |            |                  |                  |                  |  |   |                   |                |                    |                   |     |       |            |       |
|  | 10               | MAS Malásia      | 211                |                    | 7          | MEX México       | 220              |                  |  |   |                   |                |                    |                   |     |       |            |       |
|  |                  |                  |                    |                    | 7          | MEX México       | 220              |                  |  |   |                   |                |                    |                   |     |       |            |       |
|  |                  |                  | 2                  | FRA França         | 212        |                  |                  |                  |  |   |                   |                |                    |                   |     |       |            |       |
|  |                  |                  | 2                  | FRA França         | 212        |                  |                  |                  |  |   |                   |                |                    |                   |     |       |            |       |
|  |                  |                  |                    |                    |            |                  |                  |                  |  |   |                   |                |                    |                   |     |       |            |       |